# Sinatur
Sinatur er en dansk hotelkæde, der består af seks hoteller og konferencecentre. Fælles for de seks hoteller er beliggenheden tæt ved skov, strand og vand. 
Kæden blev etableret i 2007 af Danmarks Lærerforening (DLF), der fortsat ejer den.
Sinatur er medlem af Danske Konferencecentre.

## Hoteller i kæden
- Sinatur Hotel Sixtus, ejet siden 1957
- Sinatur Gl. Avernæs, ejet siden 1962
- Sinatur Hotel Skarrildhus, ejet siden 1962
- Sinatur Hotel Haraldskær, ejet af Boligselskabernes Landsforening, forpagtet af DLF siden 2007
- Sinatur Hotel Frederiksdal, ejet siden 1978
- Sinatur Hotel Storebælt, ejet siden 1989